# Влащинцы
Влащинцы (укр. Влащинці) — село в Лановецкой городской общине Кременецкого района Тернопольской области Украины.
До 2020 года входило в Лановецкий район.
Код КОАТУУ — 6123882801. Население по переписи 2017 года составляло 220 человек.

## Географическое положение
Село Влащинцы находится на правом берегу реки Пискарка,
выше по течению на расстоянии в 5 км расположено село Коржковцы,
ниже по течению на расстоянии в 2 км расположено село Великая Белка.
Рядом проходит железная дорога, станция Вышгородок.

## История
- 1765 год — дата основания.

## Объекты социальной сферы
- Школа I ст.
- Клуб.
- Фельдшерско-акушерский пункт.

## Достопримечательности
- Братская могила советских воинов.